# Ultra Panavision 70

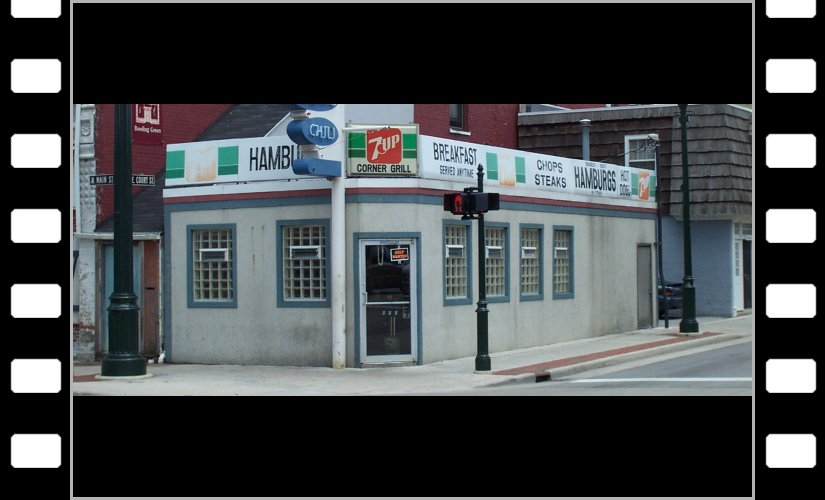

Ultra Panavision 70 y MGM Camera 65 eran, desde 1957 a 1966 (y hasta 2015), las marcas que identificaban a las películas que se habían rodado con lentes anamórficas de Panavision*. La película de 70mm se utilizaba para capturar imágenes en este proceso, aunque el celuloide final preparado para la proyección contaba con 5mm más para poder añadir sonido estéreo de 6 pistas. Los formatos Ultra Panavision 70 y MGM Camera 65, ambos panorámicos, se rodaban a una velocidad de 25 fotogramas por segundo (Frames per second-fps) con unas lentes anamórficas que comprimían la imagen 1,25 veces respecto a la medida original, albergando una relación de aspecto* extremadamente amplia de 2,76:1.

## Historia
Metro-Goldwyn-Mayer (MGM), así como otros estudios de cine americanos, experimentó con una amplia variedad de formatos panorámicos a finales de los años 20. El año 1929, los estudios Fox introdujeron el formato Fox Grandeur, un sistema que utilizaba un celuloide de 70mm de anchura y tenía una relación de aspecto de 2,13:1.
MGM patentó los objetivos Grandeur y el sistema denominado “Realife”, aunque lo abandonaron al cabo de solo dos películas, Billy the kid (1930) y The Great Meadowl (1931). El sistema Grandeur utilizaba perforaciones no estándar; y otro formato, desarrollado durante la misma época por Paramount, utilizaba 65mm de film con perforaciones estándar, con 5 perforaciones por imagen. Aunque, comercialmente hablando, estos formatos fracasaron, la medida de 65mm y las cámaras construidas para rodar con esta, fueron fundamentales dos décadas después, ya que fueron usadas como base para crear el formato de 70mm introducido en los años 50.
En el año 1948 el tribunal supremo de EE. UU. obligó a las grandes productoras a deshacerse de sus rentables cadenas de cine. La pérdida de estas salas y la presión que ejercía la competición con la televisión causó dificultades financieras para muchos estudios cinematográficos estadounidenses.
El lanzamiento del Cinerama en 1952 causó sensación en el público y sugirió una forma de reflotar a los estudios, pero las cámaras para producir este espectáculo eran pesadas, voluminosas y difíciles de usar. Implementar el Cinerama en las salas de cine tampoco era un asunto sencillo, ya que el sistema requería tres proyectores, cada uno con cabina de proyección propia, además de un elaborado sistema de sonido sorround y una pantalla especialmente grande y con una curvatura pronunciada.
MGM, de acuerdo con otros estudios, consideró que el formato Cinerama era demasiado caro para cines convencionales. Por esto, algunos de los estudios más importantes comenzaron a trabajar con formato panorámico, el cual se podía adaptar a las salas ya existentes, sin necesidad de modificarlas.
En 1953, el estudio desarrolló un proceso que conseguía capturar imágenes lateralmente en un film estándar de 35mm. Este proceso se nombró como el jefe de fotografía de MGM, John Arnold, Arnoldscopio. Este sistema, muy similar al Vista Vision de Paramount utilizaba un sistema de 10 perforaciones por frame, a diferencia del sistema de 8 perforaciones empleado por el sistema Vista Vision. El Arnoldscopio no llegó a comercializarse.

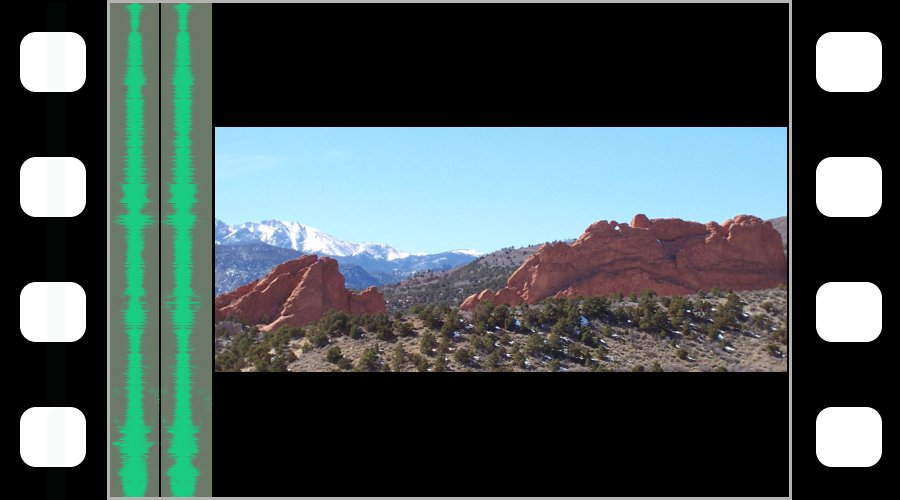
Ultra Panavision 70

También en 1953, el CinemaScope fue introducido por 20th Century Fox. Debido a su compatibilidad con proyectores estándars de 35mm, el formato fue comercialmente exitoso rápidamente, y acabó siendo el formato que de toda la historia más ha durado en la gran pantalla. Aun así, este formato tenía problemas con la distorsión de la imagen, que además se reproducía con un exceso de grano. Por ello, en 1954, Douglas Shearer, director de rodajes de la MGM, contactó con Robert Gottschalk, presidente de Panavision, con una propuesta para desarrollar un sistema que mantuviera el formato panorámico en un celuloide de 65 mm o en uno de 70 mm, con tal de eliminar los efectos de distorsión de la imagen y permitir una conversión al formato de 35 mm de alta calidad.
El éxito del formato VistaVision de Paramount en 1956 convenció a MGM para no desarrollar un sistema propio y, en vez de eso, tomar el sistema CinemaScope de Fox y mejorarlo.
Las cámaras que se utilizaron para rodar en este nuevo formato, no eran nuevas. Solían se cámaras Mitchell de 60 mm construidas para el fallido formato de 65 mm un cuarto de siglo antes. Panavision y la compañía Mitchell Camera reconfiguraron estas cámaras hasta cumplir con las especificaciones que MGM solicitaba.
Panavision creó nuevas ópticas anamórficas muy diferentes de las del CinemaScope. El principal problema que surgía con estas nuevas lentes era que lo que estaba en el centro del plano solía verse más amplio que en la realidad y se notaba, sobre todo en planos cortos. Este problema se solucionó colocando una óptica dióptrica delante la lente anamórfica; pero esta corrección creaba, a su vez, problemas con la distancia focal, un problema que requería una mayor intensidad lumínica en el set, entre otros inconvenientes. Para resolver este nuevo problema, Panavision creó las ópticas “Panatar”, las cuales estaban formadas a partir de dos prismas dispuestos en ángulos concretos para reducir la distorsión en las ópticas anamórficas de 70 mm.
Además de resolver este inconveniente, las ópticas Panatar suponían el cambio a una cámara más manejable, que enfocaba mejor y que necesitaba menos luz. Este nuevo formato de MGM se llamó “MGM Camera 65”. Esta estaba dotada de un celuloide de 70 mm, 65 de ellos dedicados al vídeo y los 5 restantes estaban dedicados a un audio de 6 pistas.
Por razones comerciales, Panavision cambió el nombre del proceso a Ultra Panavision en 1960. También se desarrolló el formato Super Panavision 70, que era de 70 mm no anamórfico.

## Películas
Las películas señaladas a continuación fueron rodadas con cámara 65, o bien, Ultra Panavision 70:
- El árbol de la vida (1957) – acreditada como una MGM camera 65.
- Ben-Hur (1959) –acreditada como una MGM camera 65.
- La conquista del Oeste (1962) – algunas escenas filmadas en Ultra Panavision.
- Munity on the Bounty (1962) – acreditada como una Panavision.
- El mundo está loco, loco, loco (1963) – filmada en ultra Panavision y originalmente proyectada en el sistema Cinerama de un solo proyector.
- La caída del Imperio romano (1964) – acreditada como una Panavision.
- The Greatest Story Ever Told (1965) – filmada en ultra Panavision y originalmente proyectada en el sistema Cinerama de un solo proyector.
- The Hallelujah Trail (1965) – filmada en ultra Panavision y originalmente proyectada en el sistema Cinerama de un solo proyector.
- Battle of the Bulge (1965) – filmada en ultra Panavision y originalmente proyectada en el sistema Cinerama de un solo proyector.
- Kartum (1966) – filmada en ultra Panavision y originalmente proyectada en el sistema Cinerama de un solo proyector.
- The Hateful Eight (2015) – filmada en Ultra Panavision 70 y proyectada en el sistema Cinerama de un solo proyector en algunos cines.
- Rogue One: una historia de Star Wars (2016) – filmada con la cámara digital Arri Alexa 65, con lentes Ultra Panavision 70.